# Cividale del Friuli
Cividale del Friuli (friuliska: Cividât, slovenska: Čedad, tyska: Östrich) är en kommun i provinsen Udine, i regionen Friuli-Venezia Giulia i Italien och tillhörde tidigare även provinsen Udine som upphörde 2018. Staden grundades av Julius Caesar under namnet Forum Iulii, som har fått ge namn åt hela regionen. Kommunen hade 11 101 invånare (2018) och gränsar till kommunerna Corno di Rosazzo, Moimacco, Premariacco, Prepotto, San Pietro al Natisone samt Torreano.